# Gina Grain
Pour les articles homonymes, voir Grain.
Gina Grain, née le 16 juin 1974 à Lachine dans l'arrondissement de Montréal, est une coureuse cycliste canadienne. Elle a remporté la médaillé d'argent du scratch aux mondiaux sur piste de 2006 à Bordeaux.

## Palmarès
- 2000
  - 3e du championnat du Canada du critérium
- 2003
  -  Championne du Canada du critérium
- 2004
  - CSC Invitational
  - 2e de la Liberty Classic
- 2006
  - Tour de Gastown
  - 3e du CSC Invitational
- 2007
  -  Championne du Canada sur route
  -  Médaillé de bronze de la course en ligne aux championnats panaméricains
  - 3e de la Liberty Classic
- 2008
  - Tour de Gastown
- 2009
  - 2e étape du Tour of the Gila
  - 2e du championnat du Canada sur route
  - 3e de la Wellington Women's Race

## Palmarès sur piste

### Jeux olympiques
- Pékin 2008
  - 9e de la course aux points

### Championnats du monde
- Bordeaux 2006
  -  Médaillée d'argent du scratch

### Championnats panaméricains
- Mar del Plata 2005
  -  Médaillée de bronze du scratch

### Championnats nationaux
- Championne du Canada de course aux points : 2004 et 2006
- Championne du Canada du scratch : 2005 et 2006